# Media Legua
Media Legua és un barri del districte de Moratalaz, a Madrid. Limita al nord amb el barri de Ventas (Ciudad Lineal), al sud amb Fontarrón, a l'est amb Marroquina i Vinateros i a l'oest amb Estrella (districte de Retiro). Està delimitat a l'oest per l'Avinguda de la Paz, al nord pel carrer O'Donnell, a l'est per l'Arroyo de la Media Legua, l'Avenida Doctor García Tapia, Arroyo Belincoso i Arroyo de las Pitillas, i al sud per l'Avinguda de Moratalaz. Dins el seu territori hi ha el Poliesportiu de La Elipa.